# Ortoceratiter
Ortoceratiter (Orthocerida; av grekiskans ortho, 'rak', och keras ; 'horn') är en ordning av bläckfiskar som levde för 400 miljoner år sedan, i Paleozoikum. De hade ett rakt eller svagt svängt, spetsigt skal.
Ortoceratiterna har ofta liknats vid de idag levande pärlbåtarna, men skalet var rakt och koniskt eller nästan cylindriskt med en diameter växlande från cirka 1 centimeter till 10 centimeter. Vissa arter kunde nå en längd upp till 10 meter. Skalets tillväxtprocess liknar också pärlbåtarnas. I boningskammaren avsöndrade manteln skalsubstans utåt i skalet, och sedan djurets kropp följt med utåt, avsöndrades bakom denna en ny urglasformad skalvägg, ett så kallat septum, så att en skalkammare bildades. Under tillväxten hade djuret förbindelse med de äldre kamrarna genom en köttig sträng av kroppsvävnad, den så kallade sifonen. Genom den kunde djuret pumpa dessa bakre kamrar av skalet fulla med kroppsgaser eller med vatten och därigenom höja eller sänka sig i vattnet.
Ortoceratiterna antas ha varit snabbsimmande rovdjur som simmade bäst med spetsen framåt, men även kunde simma bakåt. Vid simningen fylldes de främre kamrarna av sifonen med kalkspat, i allmänhet i skalets undre del som en balanserande köl.

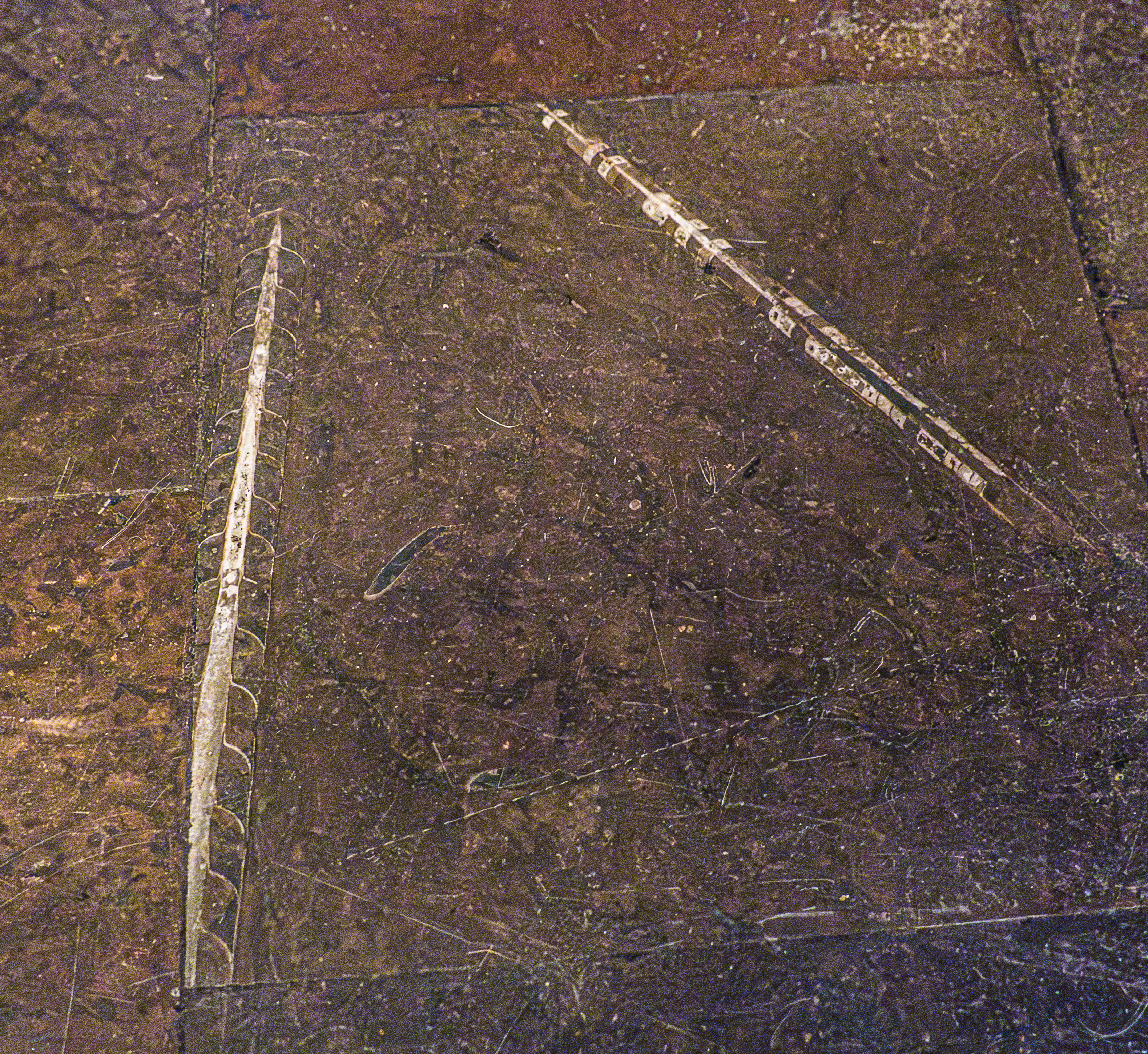
Ortoceratiter i kalkstenstrappan i Grillska huset i Gamla stan i Stockholm.

Ortoceratiter är vanliga fossiler i bland annat gamla trappor belagda med kalksten.

## Fossila förekomster i Sverige
I Sverige förekommer fossil av Orthoceratidae, en familj med en tunn centralt placerad sifon och Endoceratider, en familj med en kraftig, mot skalets nedre del placerad sifon och Actinoceratider med en kraftig sifon som sväller ut i den enskilda kamrarna. Fossil av ortoceratiter påträffas i Sverige i kalksten från ordovicium i Västergötland, Östergötland, Närke, Dalarna, Jämtland och på Öland, samt i lager från silur på Gotland och i Skåne.